# Russische presidentsverkiezingen 2012
De Russische presidentsverkiezingen van 2012 vonden plaats op 4 maart 2012. De presidentsverkiezingen volgden op de verkiezingen voor een nieuw parlement in december 2011, die gekenmerkt werden door vele meldingen van verkiezingsfraude. Hoewel de partij Verenigd Rusland haar absolute meerderheid qua stemmen verloor, was de stemming volgens de oppositie niet eerlijk verlopen. Zo kreeg, volgens de officiële uitslag, Poetin in de Kaukasusregio 99,76% van de stemmen. Er volgden demonstraties tegen de uitslag, georganiseerd door de oppositie, die eiste dat Poetin zou aftreden, waaronder Michail Gorbatsjov. De persoon die gekozen wordt tot president, dient een termijn van zes jaar gezien de grondwetswijziging in het verleden.

## Kandidaten

### Geregistreerde Kandidaten

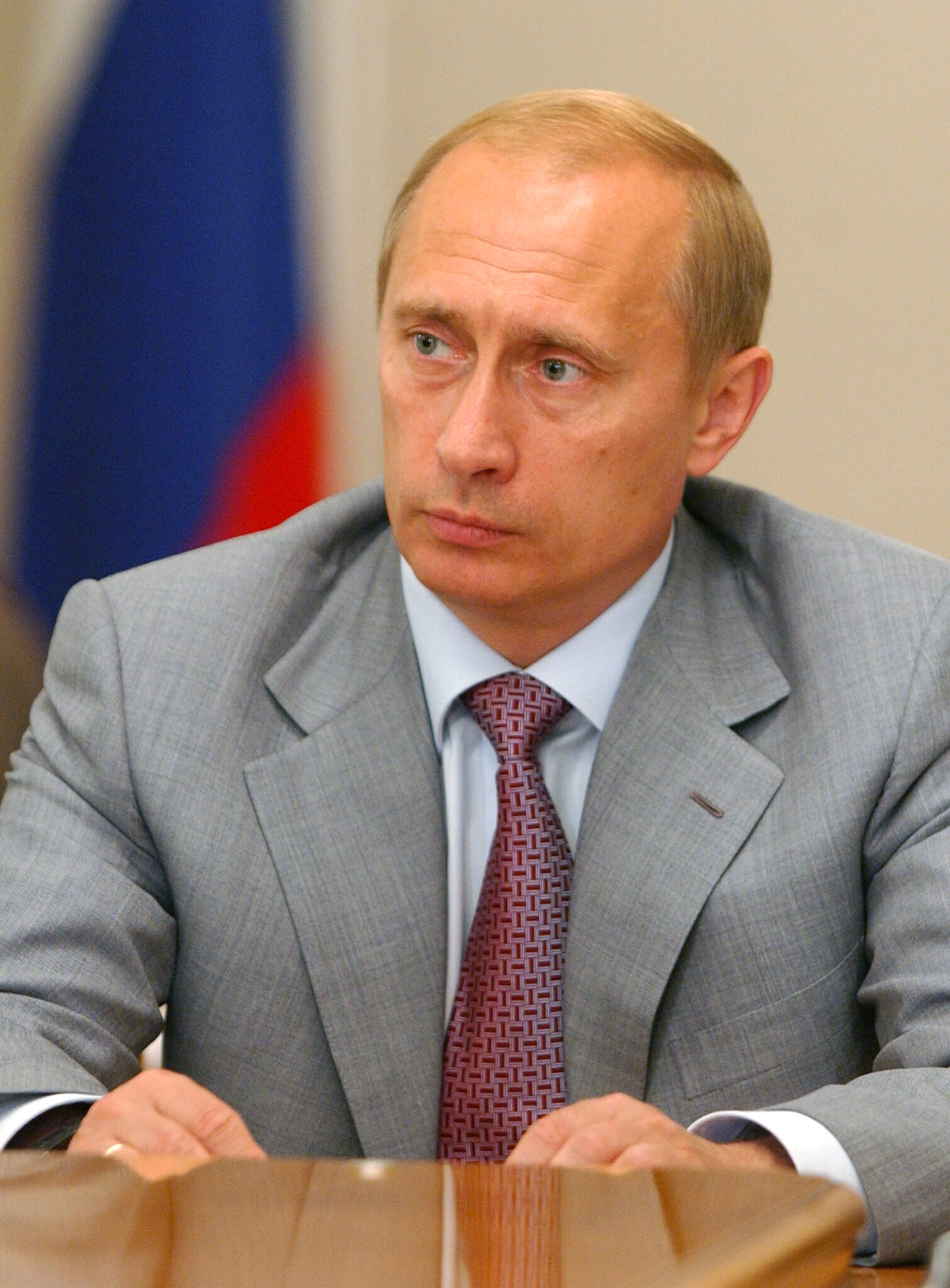
Vladimir Poetin Verenigd Rusland
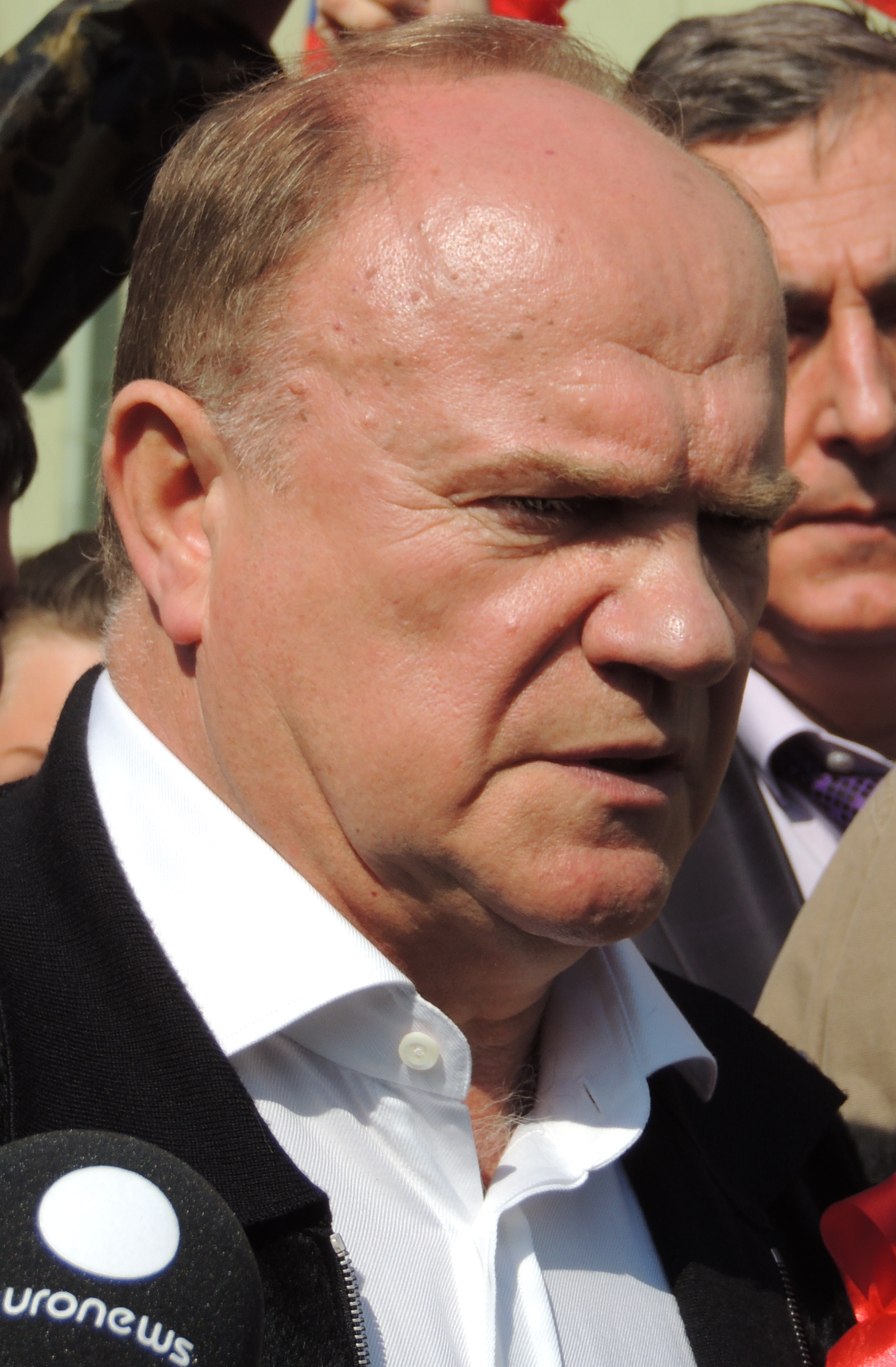
Gennadi Zjoeganov Communistische Partij van de Russische Federatie
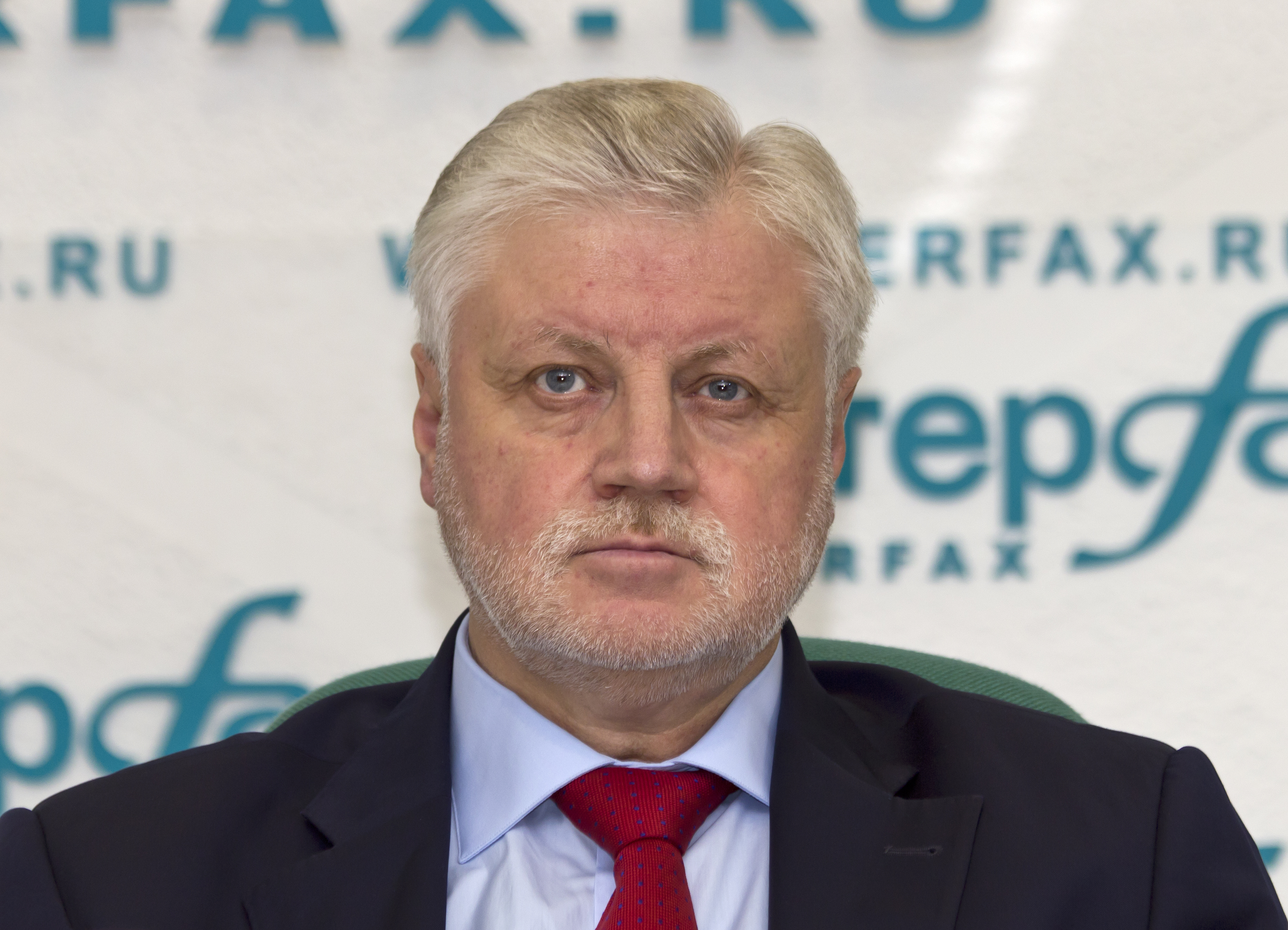
Sergey Mironov Rechtvaardig Rusland
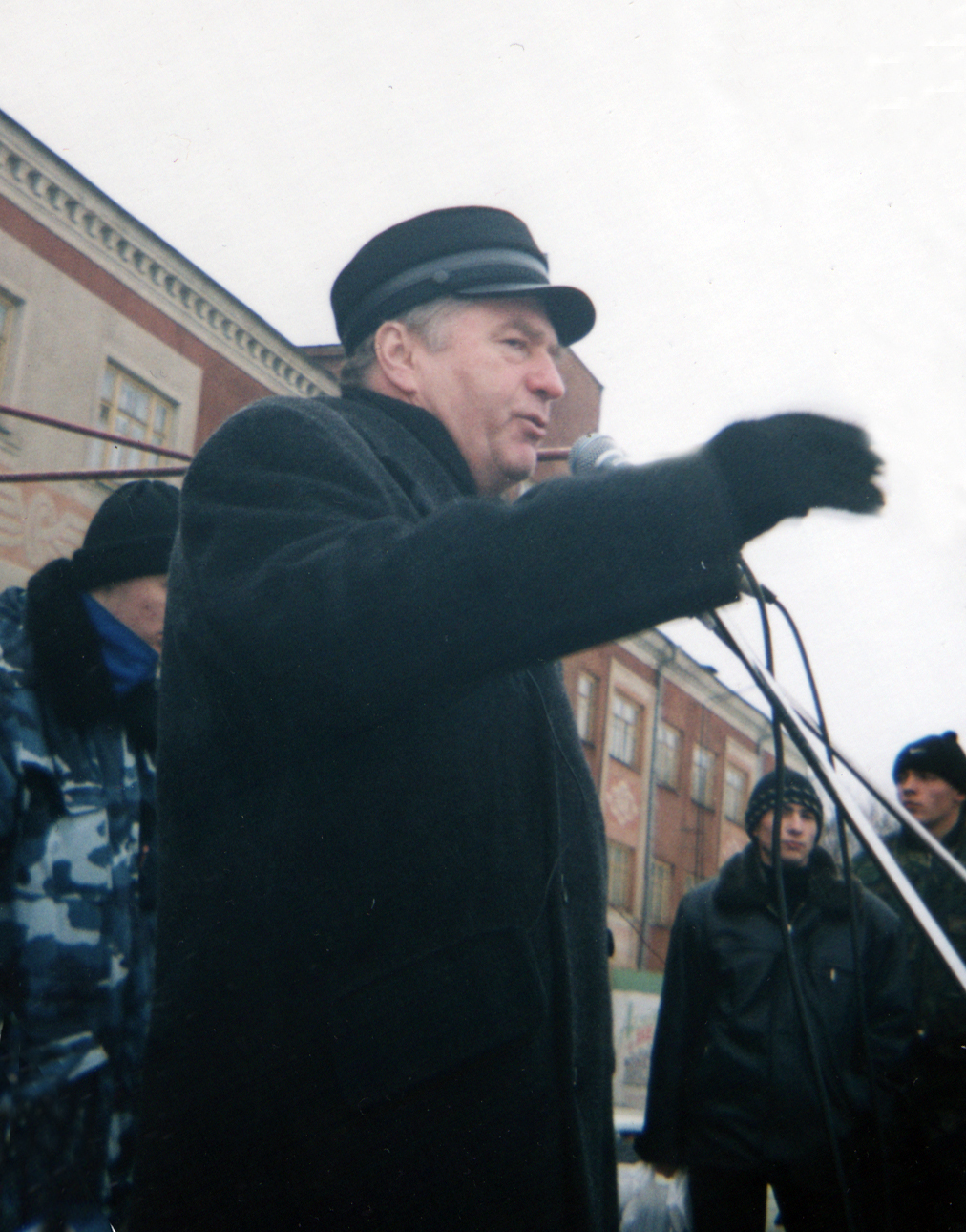
Vladimir Zjirinovski Liberaal-Democratische Partij van Rusland
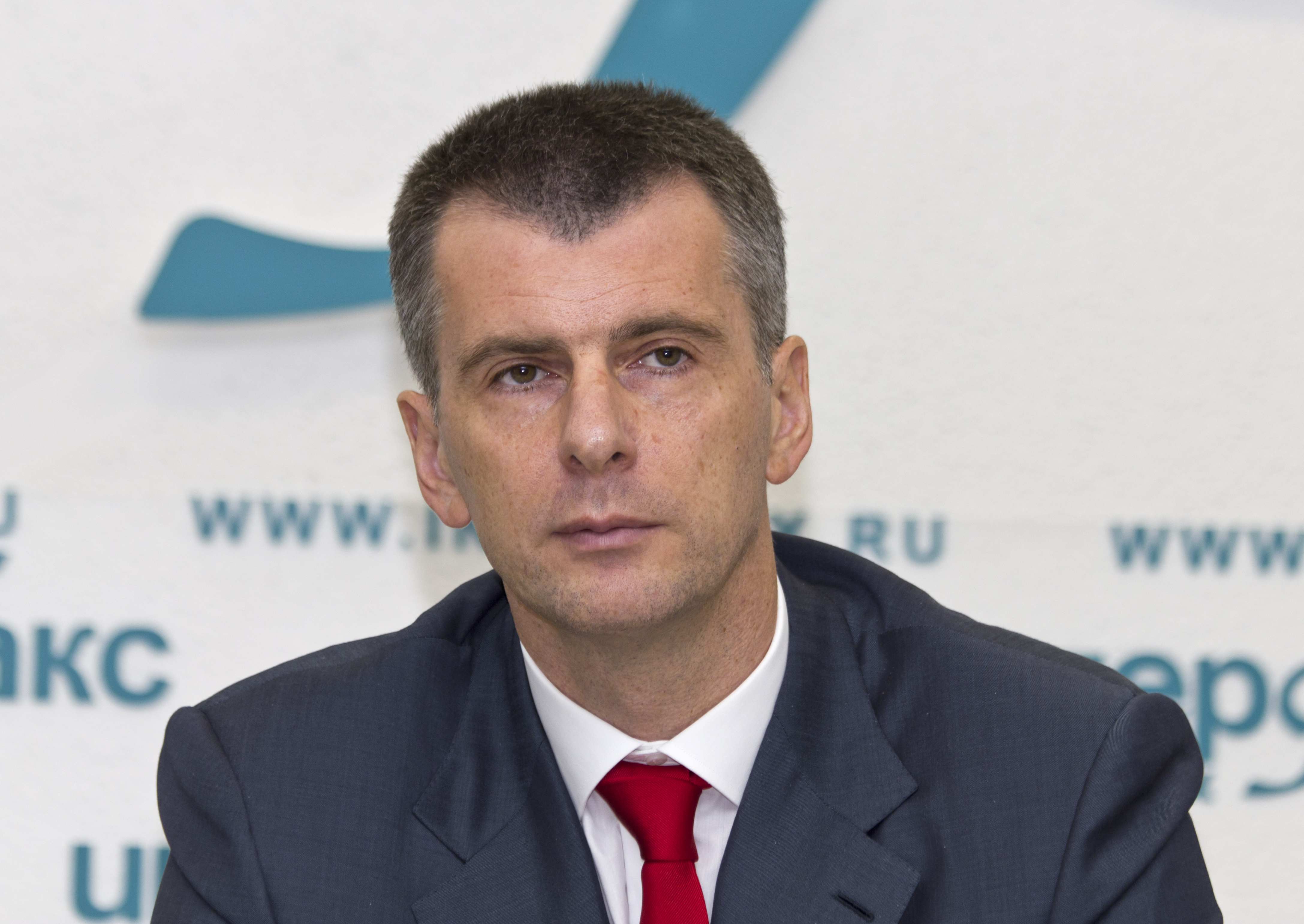
Michail Prochorov[3] Onafhankelijk

### Geweigerd

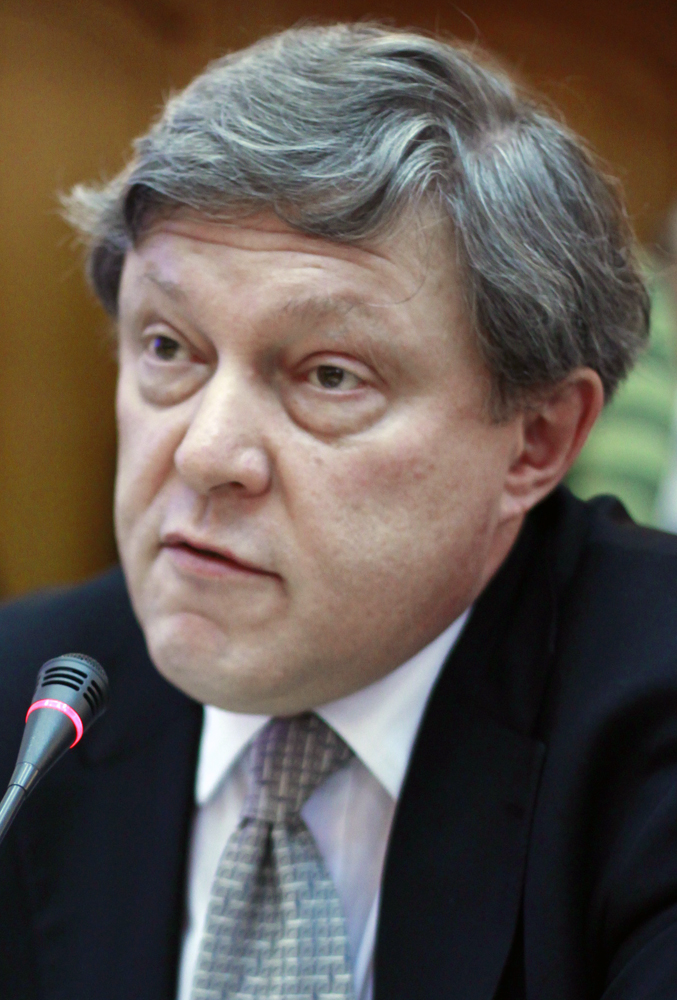
Grigory Yavlinsky Jabloko
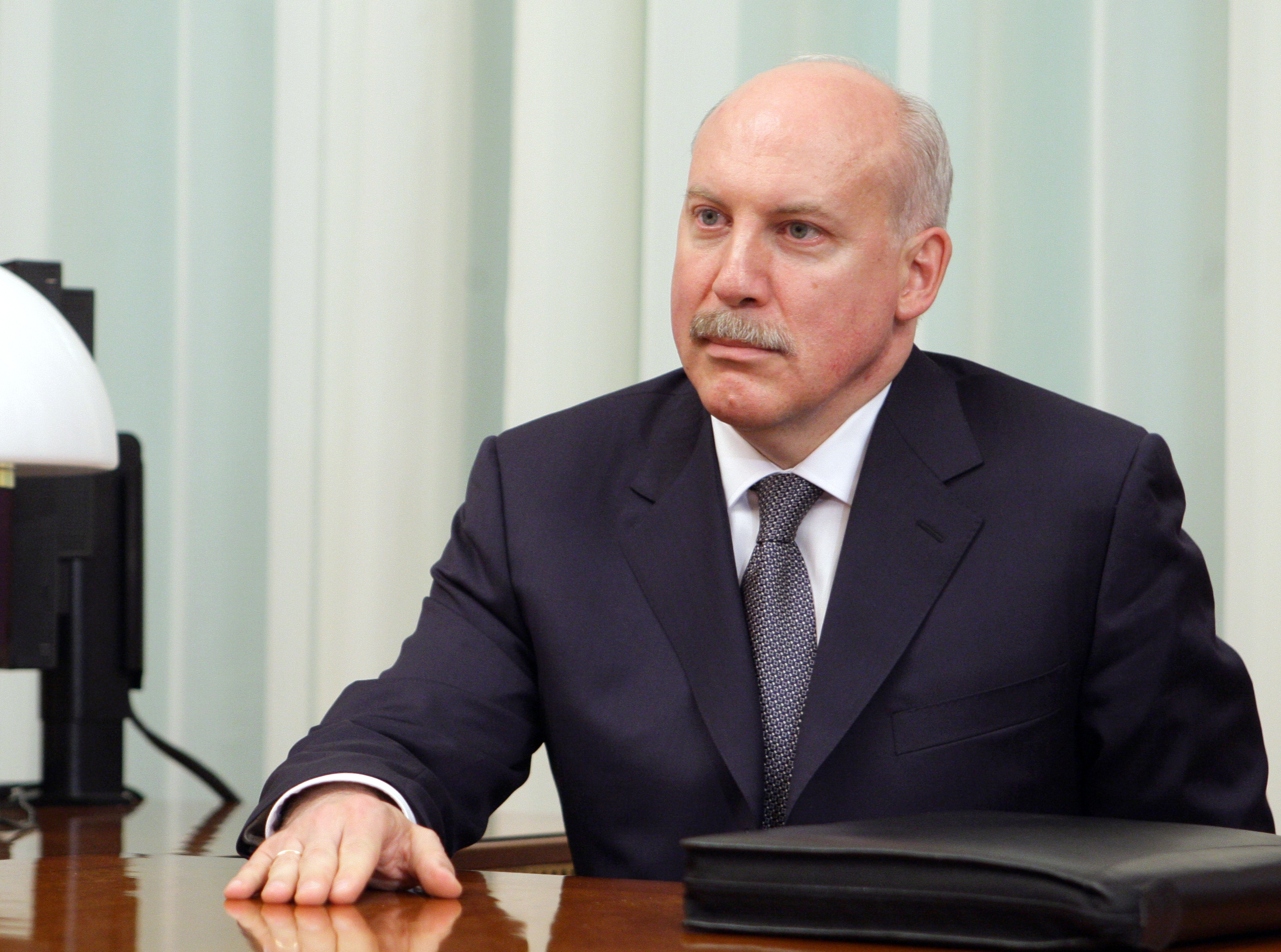
Dmitry Mezentsev Onafhankelijk

## Belangrijke data
- vóór 29 november 2011 - publicatie van de lijst van politieke partijen die in aanmerking komen om kandidaten voor het presidentschap voor te dragen;
- van 14 december 2011-19 januari 2012 - overlegging van documenten aan de CEC voor registratie van een kandidaat (inclusief handtekeningen);
- tot en met 16 december 2011 - zelfpromotie kandidaten, onderwerping aan de CEC aanvraag tot registratie van kiezers en andere documenten;
- tot 19 december 2011 - besluit over de registratie of weigering van de registratie van kiezers;
- vóór 21 december 2011 - nominaties op conventies van de politieke partijen vertegenwoordigd in het CEC beslissing om een kandidaat van het Congres en andere documenten voor te dragen;
- tot 24 december 2011 - besluit over de registratie of weigering van inschrijving van de gemachtigde personen van de partij;
- 14 januari 2012 - de vorming van stembureaus;
- 30 januari 2012 - het besluit over de registratie of de weigering om een kandidaat (niet later dan 10 dagen na de goedkeuring van de documenten door de kandidaat-) registreren;
- vóór 31 januari 2012 - het vrijgeven van een afschrift van het besluit de inschrijving van een kandidaat (niet later dan een dag na het besluit) te weigeren;
- van 5 februari-3 maart 2012 - verkiezing campagne op televisie, radio en gedrukte media;
- Van 02 tot 10 februari 2012 - de vorming van district verkiezing commissies;
- tot 09 februari 2012 - goedkeuring van de tekst van de stemming in het Russisch;
- tot 13 februari 2012 - publicatie (met inbegrip van het internet) het verkiezingsprogramma van de kandidaat, een kopie van de presentatie aan de CEC;
- voor 28 februari 2012 de kandidaat het recht om zijn kandidatuur in te trekken heeft de partij heeft het recht om genomineerd zijn kandidaat te trekken;
- voor 28 februari 2012 - publicatie van de resultaten van opiniepeilingen, prognoses van de verkiezingsuitslag;
- tot 03 maart 2012 kandidaat heeft het recht om zijn kandidatuur voor dwingende omstandigheden in te trekken;
- vóór 4 maart 2012 - onderwerping aan de CEC van documenten voor de registratie van de kandidaat-agenten (dat wil zeggen, niet om een kandidaat voor te dragen);
- 03 maart 2012 - "Dag van de Stilte";
- 04 maart 2012 - verkiezingsdag;
- tot 16 maart 2012 - de bepaling van de verkiezingsresultaten;
- tot 18 maart 2012 - publicatie van de verkiezingsuitslag.

## Peilingen
| Kandidaat                          | 24 december 2011 | 24-25 december 2011 | 7 januari 2012 | 24 januari 2012 | 14-15 januari 2012  |
| ---------------------------------- | ---------------- | ------------------- | -------------- | --------------- | ------------------- |
| Vladimir Zjirinovski               | 8 %              | 11 %                | 9 %            | 9 %             | 10 %                |
| Gennadi Zjoeganov                  | 10 %             | 12 %                | 10 %           | 11 %            | 11 %                |
| Dmitri Mezentsev                   | —                | —                   | 0 %            | 0 %             | —                   |
| Sergey Mironov                     | 5 %              | 4 %                 | 5 %            | 4 %             | 3 %                 |
| Michail Prochorov                  | 4 %              | 4 %                 | 3 %            | 2 %             | 3 %                 |
| Vladimir Poetin                    | 45 %             | 44 %                | 48 %           | 52 %            | 45 %                |
| Grigory Yavlinsky                  | 2 %              | 2 %                 | 2 %            | 1 %             | 1 %                 |
| Andere                             | —                | 2 %                 | —              | 0 %             | 1 %                 |
| Zou niet stemmen                   | 10 %             | 9 %                 | 9 %            | 10 %            | 10 %                |
| Plan om het stembiljet te ruïneren | —                | 1 %                 | —              | —               | 1 %                 |
| Geen idee                          | 12 %             | 12 %                | 10 %           | 9 %             | 13 %                |
| Aantal deelnemers                  | 1,600            | 3,000               | 1,600          | 1,600           | 3,000               |
| Bron                               | VTSIOM           | Public Opinion Fund | VTSIOM         | VTSIOM          | Public Opinion Fund |

## Resultaten
| Kandidaten                                                  | Nominerde partijen                               | Stemmen | %      |
| ----------------------------------------------------------- | ------------------------------------------------ | ------- | ------ |
| Vladimir Poetin                                             | Verenigd Rusland1                                |         | 63,64  |
| Gennadi Zjoeganov                                           | Communistische Partij van de Russische Federatie |         | 17,18  |
| Michail Prochorov                                           | Onafhankelijk                                    |         | 7,94   |
| Vladimir Zjirinovski                                        | Liberaal-Democratische Partij van Rusland        |         | 6,22   |
| Sergey Mironov                                              | Rechtvaardig Rusland                             |         | 3,85   |
| Ongeldige/lege biljetten                                    | Ongeldige/lege biljetten                         |         | –      |
| Totaal                                                      | Totaal                                           |         | 100,00 |
| Geregistreerde kiezers/opkomst                              | Geregistreerde kiezers/opkomst                   |         | 65,25  |
| Bron: Central Election Commission of the Russian Federation |                                                  |         |        |

### Beschuldigingen van stemfraude
Enkele uren voordat de stemkantoren dicht gingen, had de onafhankelijke waarnemersgroep Golos al meer dan 2.000 meldingen over overtredingen uit het hele land ontvangen, ook werden kiezers per bus vervoerd van het ene stembureau naar het volgende, waar ze op Poetin stemde. De kandidaat van de Communistische Partij van de Russische Federatie, Zjoeganov heeft de verkiezingen "een van dieven, en absoluut oneerlijk en onwaardig" genoemd, ook zei hij: "Wij beschouwen deze verkiezingen niet als legitiem." en "In plaats van elk van de vijf presidentskandidaten een gelijke behandeling te geven, werkte de enorme en corrupte regeringsmachine enkel voor Poetin.". Ook Michail Gorbatsjov en Prochorov spraken van niet eerlijke verkiezingen.